# 周防国衙跡

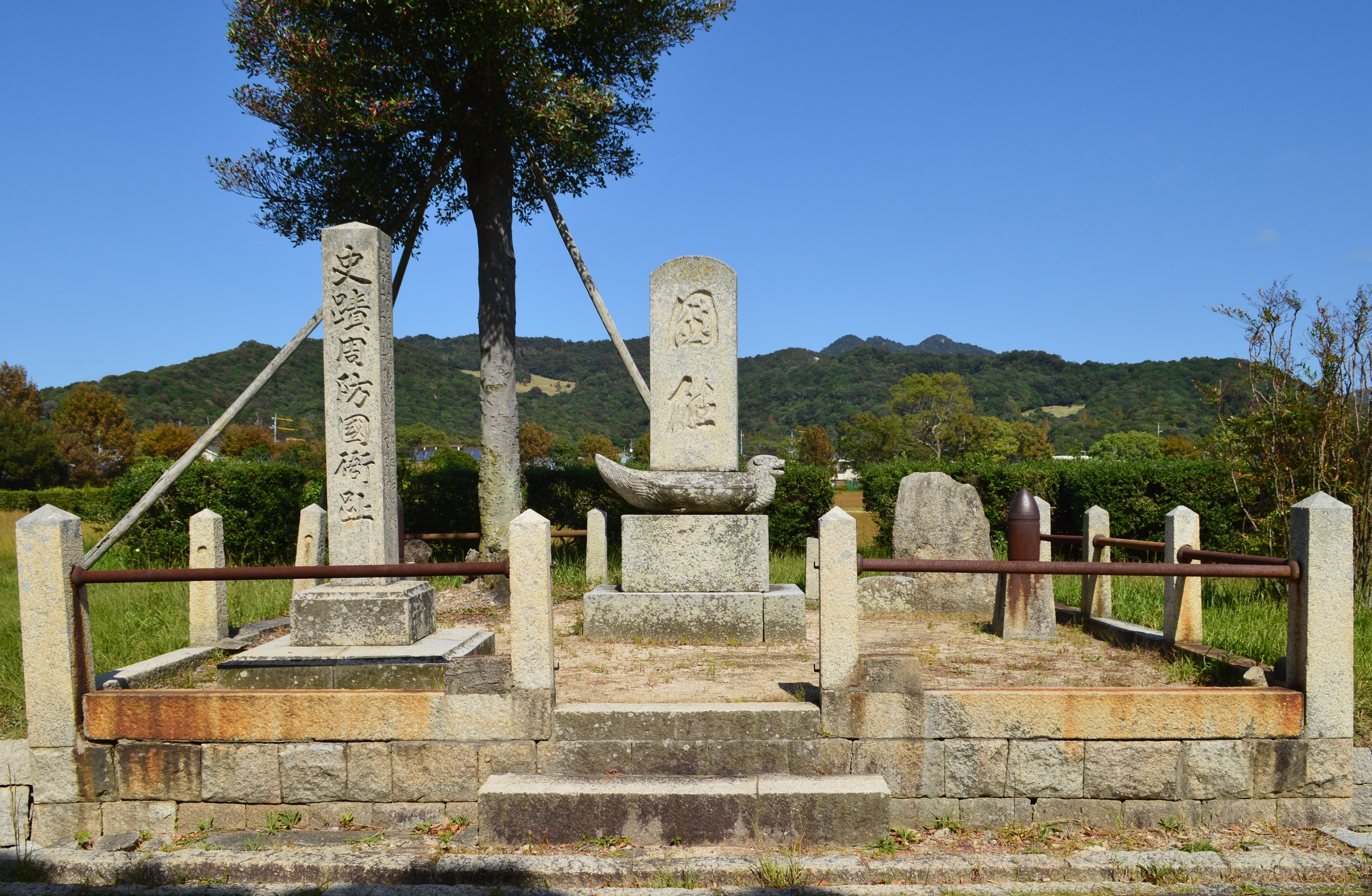
周防国衙跡にある国庁の碑

周防国衙跡（すおうこくがあと）は、山口県防府市国衙1 - 3・5丁目、警固町2丁目、勝間3丁目ほかに所在する、律令制下の地方行政関連施設跡である。国の史跡に指定されている。
防府平野のほぼ中央、多々良山の南に広がる沖積段丘に位置する。

## 発掘結果
発掘調査は1961年（昭和36年） - 1964年（昭和39年）を第1次調査として、その後も続けられている。調査から国府域は方八町（約850メートル四方）と推測され、南北の境界や西北隅・西南隅が溝や築地で区画されていたことや朱雀大路が付けられていたこともが分かった。他の多くの国府は、平安時代後期から鎌倉時代始めには衰退していったが、周防の国府は1186年（文治2年）に東大寺造営料国となったことから、現在まで比較的良好な状態で原型が保たれていた。そのため、全国的にも貴重な遺跡であるとして早々に国の史跡指定を受けたとされる。東北・東南・西南・西北の各隅には、周防国庁跡の碑がそれぞれ建てられている。

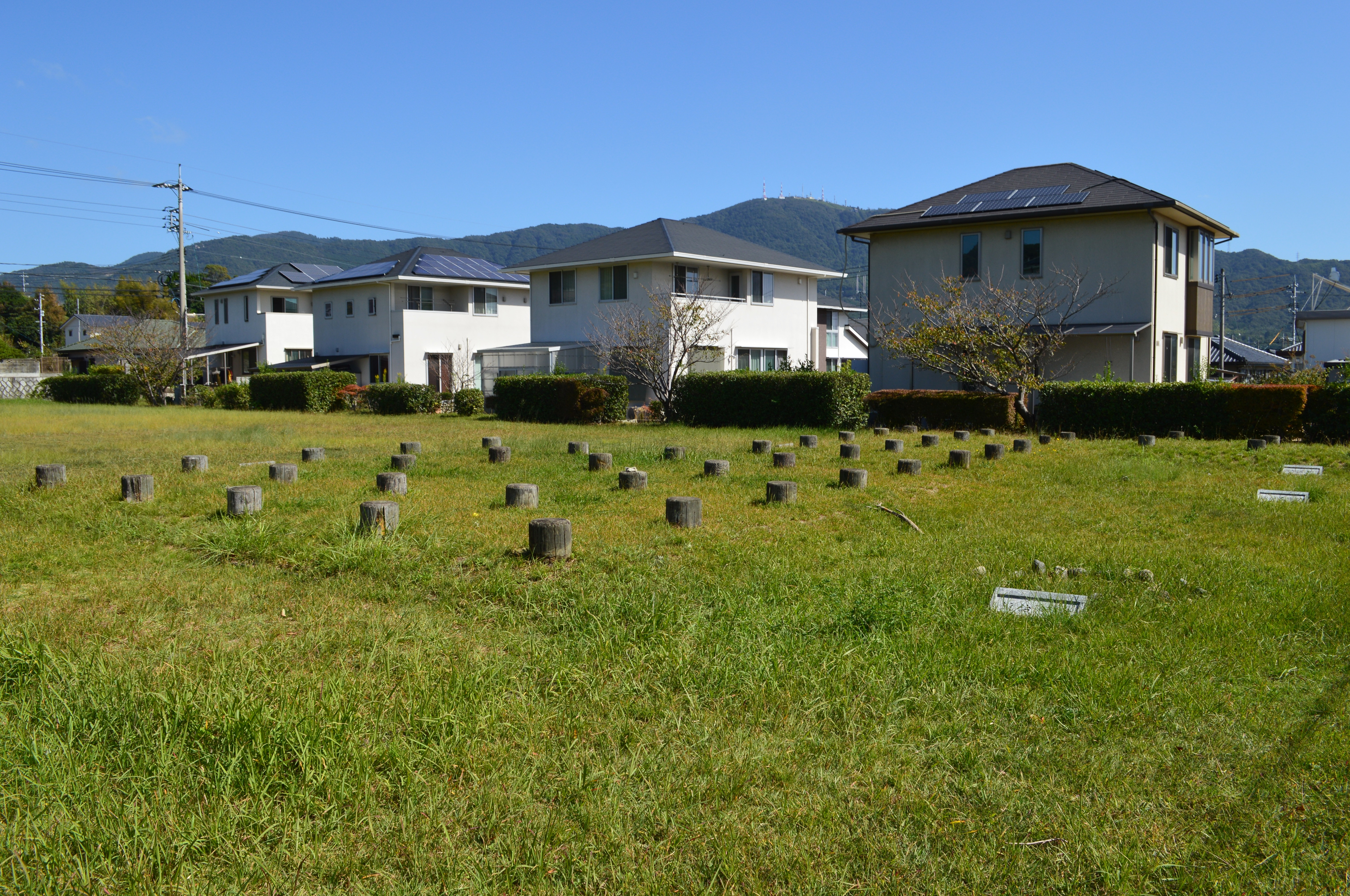
東北隅の建物跡
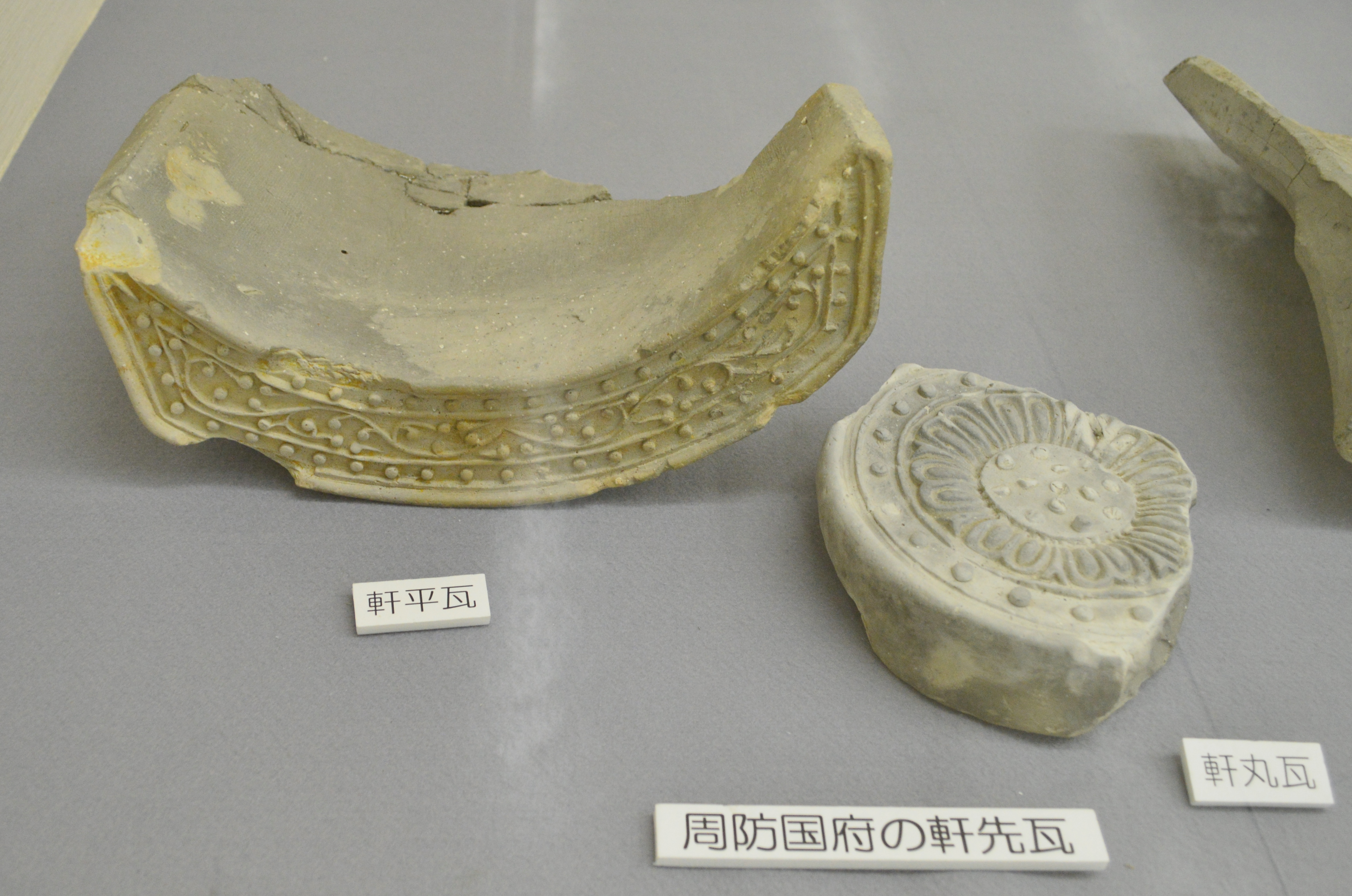
出土瓦 防府市文化財郷土資料館展示。

### 国衙域
国府域の南寄りに方二町（約220メートル四方）の広さを持つ国衙域が位置し、その周りには幅約3メートルの土壇を持つ築地が巡らされて、東西南北の各辺には門が設けられていた。国衙内の施設は、後世の撹乱のために不明であるが、南北中軸線の西側に政庁、東側に厨・細工所・雑舎などが配されていたと推定されている。発掘調査により、奈良時代の土器や、墨で顔の書かれた石「人面墨書石（じんめんぼくしょいし）」などが発見されている。
現在は周防国衙跡史跡公園となっており、1778年（安永7年）に国庁寺の平重寛・平重勝が建立した国庁の碑が残されている。

### 船所・浜ノ宮

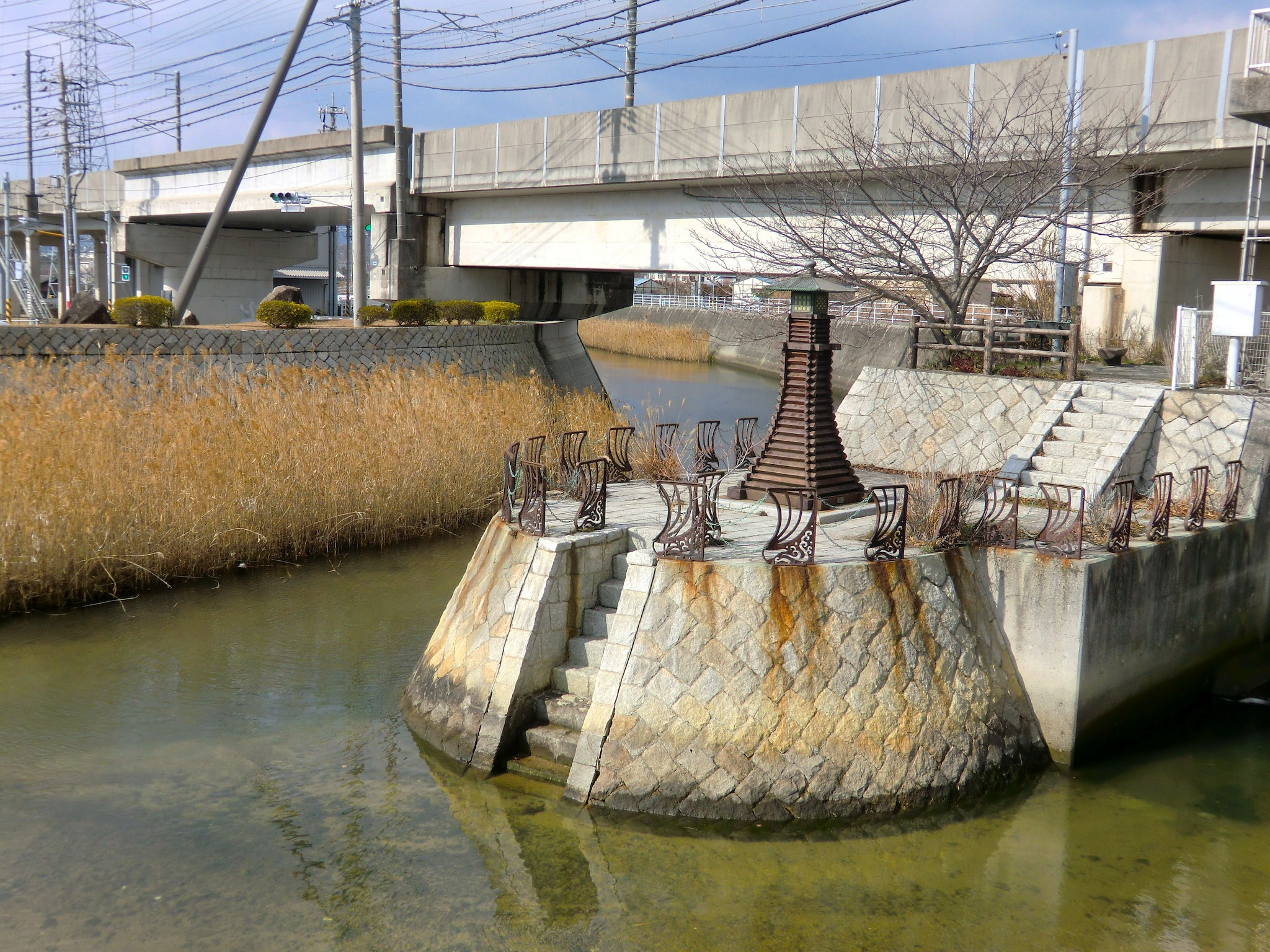
船所・浜ノ宮にある灯籠風灯台モニュメント

奈良時代には、国府域のすぐ南方にまで瀬戸内海の海岸線があり、国府域の南東部である船所（ふなどころ）・浜ノ宮と呼ばれる地区に港（国府津）があった。またその周辺では、玉石と杭で護岸した施設と平安時代後期のものと見られる倉庫群や、中国製陶磁器や国内製の瓦器・土師器などが見つかっている。

## 文化財

### 国の史跡
- 周防国衙跡 - 1937年（昭和12年）6月15日指定、2004年（平成16年）9月30日に史跡範囲の追加指定[6]。

### 防府市指定文化財
- 有形文化財
  - 周防国府跡出土木簡（歴史資料） - 2008年（平成20年）9月29日指定[7]。